# Новодорожное
Новодорожное (укр. Новодорожнє) — село,
Глобинский городской совет,
Глобинский район,
Полтавская область,
Украина.
Код КОАТУУ — 5320610103. Население по переписи 2001 года составляло 53 человека.

## Географическое положение
Село Новодорожное находится на правом берегу реки Омельник,
выше по течению на расстоянии в 1 км расположен город Глобино,
ниже по течению на расстоянии в 2,5 км расположено село Пустовойтово.
Река местами пересыхает, на ней несколько запруд.